# Monteagle
Monteagle è un comune degli Stati Uniti d'America, situato nello Stato del Tennessee, diviso tra la Contea di Grundy, la Contea di Marion e la Contea di Franklin.